# إدغار إم. كلينتون
إدغار إم. كلينتون (بالإنجليزية: Edgar N. Clinton)‏ هو لاعب كرة قدم أمريكية أمريكي، ولد في 21 مايو 1877 في بولو في الولايات المتحدة، وتوفي بنفس المكان في 3 ديسمبر 1954.